# Mary Lynn Baxter
Mary Lynn Baxter (Lufkin, ...) è una scrittrice statunitense.
essendo appassionata di libri diventa una bibliotecaria di una scuola, per poi diventare proprietaria di un negozio di libri, prima di scrivere il suo primo romanzo. Scrive più di 50 romanzi con 13 milioni di libri in tutto il mondo, nel 1982 scrive il suo primo romanzo che è All our tomorrows, stampato dalla Silhouette Books.

## Romanzi scritti
| Anno | Titolo originale           | Titolo italiano         | ISBN            |
| 1982 | All Our Tomorrows          |                         | ISBN 034032080X |
| 1982 | Shared Moments             | Attimi di tenerezza     | ISBN 0340329351 |
| 1982 | Tears of Yesterday         |                         | ISBN 1551664178 |
| 1982 | Autumn Awakening           |                         | ISBN 0340343966 |
| 1984 | Memories That Linger       |                         | ISBN 0671496735 |
| 1984 | Everything But Time        |                         | ISBN 0671523120 |
| 1985 | A Handful of Heaven        |                         | ISBN 0373071175 |
| 1986 | Price Above Rubies         |                         | ISBN 0373071302 |
| 1986 | When We Touch              |                         | ISBN 0373071566 |
| 1986 | Between the Raindrops      |                         | ISBN 0373093608 |
| 1987 | Fool's Music               |                         | ISBN 0373071973 |
| 1988 | Knight Sparks              |                         | ISBN 0373810334 |
| 1989 | Winter Heat                | Il frutto proibito      | ISBN 0373578954 |
| 1989 | Wish Giver                 |                         | ISBN 0786263490 |
| 1989 | Added Delight              |                         | ISBN 0373055277 |
| 1990 | Slow Burn                  | Ardente!                | ISBN 0373055714 |
| 1991 | Marriage, Diamond Style    |                         | ISBN 0373056796 |
| 1991 | Tall in the Saddle         |                         | ISBN 0373056605 |
| 1992 | And Baby Makes Perfect     |                         | ISBN 037305727X |
| 1992 | A day in april             | Un giorno d'aprile      | ISBN 0373482442 |
| 1993 | Mike's Baby                |                         | ISBN 0373652291 |
| 1993 | Dancler's Woman            |                         | ISBN 0373058225 |
| 1994 | Sweet Justice              |                         | ISBN 0446364940 |
| 1995 | Priceless                  |                         | ISBN 0446364959 |
| 1996 | Saddle Up                  |                         | ISBN 0373759916 |
| 1996 | Hot Texas Nights           |                         | ISBN 0446602035 |
| 1996 | Southern Fires             |                         | ISBN 0446602043 |
| 1997 | Tight-fitting Jeans        |                         | ISBN 0373760574 |
| 1997 | Lone Star Heat             | Senso di colpa          | ISBN 1551662892 |
| 1998 | Hard candy                 | Diamanti                | ISBN 1551664402 |
| 1998 | Raw Heat                   |                         | ISBN 1551663945 |
| 1998 | Slow-talking Texan         |                         | ISBN 0373761775 |
| 1999 | One summer evening         | Tra buio e luce         | ISBN 1552041824 |
| 1999 | Heart of Texas             |                         | ISBN 0373762496 |
| 2000 | Her Perfect Man            | Un uomo indomabile      | ISBN 037376328X |
| 2000 | Sultry                     | Ribelle                 | ISBN 1551665883 |
| 2001 | Tempting Janey             | Sensi vietati           | ISBN 1551668092 |
| 2001 | The Millionaire Comes Home |                         | ISBN 0373763875 |
| 2002 | Like silk                  | Passione assoluta       | ISBN 1551669021 |
| 2003 | His Touch                  |                         | ISBN 1551666863 |
| 2003 | Pulse points               | Uno sparo nel buio      | ISBN 1551667312 |
| 2004 | Without You                |                         | ISBN 0778320510 |
| 2005 | In Hot Water               |                         | ISBN 0778321428 |
| 2005 | Evening Hours              |                         | ISBN 0778322319 |
| 2006 | Totally Texan              |                         | ISBN 0373767137 |
| 2006 | To Claim His Own           |                         | ISBN 0373767404 |
| 2006 | At The Texan's Pleasure    | Il piacere della verità | ISBN 0373767692 |